# Office (domestique)

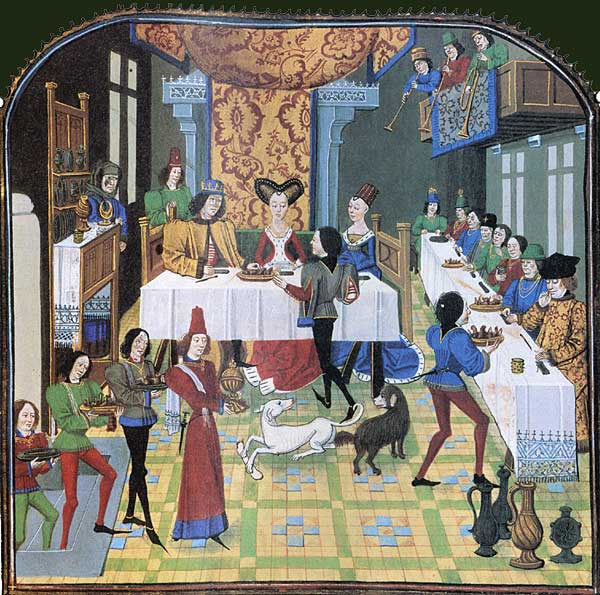
Office au XVe siècle.

Pour les articles homonymes, voir Office (homonymie).
L'office domestique désigne une action de service ainsi que l'ensemble des domestiques associés au service. Sous l'Ancien Régime le terme désignait aussi les charges associées. Et enfin, l'office est aussi le lieu de rangement et de stockage situé près d'une cuisine.

## Action de servir
Un office est, au départ, le service de la table. Exemple : Ce domestique sait bien l'office. (Académie française 1798-1878).
Par métonymie, l'office est l'ensemble des domestiques chargés du service de la table ; on dit aussi le personnel de l'office.

## Fonction
Un office est une charge ; la personne qui exerce cette fonction est un officier.
Sous l'Ancien Régime, les officiers (même de noble condition) attachés au service d'un grand personnage étaient des domestiques. 
Les officiers de bouche travaillaient pour la table du roi ; les officiers du gobelet fournissaient le vin pour la table du roi ; les officiers du commun travaillaient pour les autres tables de la Maison du roi. 
Sous le Royaume de France, certains étaient au service de la Maison de la Reine.  
Le pluriel Officiers comprend le cuisinier et le maitre d'hôtel.

## Lieu de stockage
Une office est la pièce où l'on range vaisselle et linge de table, et où l'on conserve les provisions. Par extension, les offices désignent les bâtiments où s'effectuent chacune des activités particulières des domestiques.
À l'origine proche de la cuisine, l'office fut placée près de la salle à manger dans les maisons de maître  ou maisons bourgeoises, où la cuisine se trouvait dans les sous-sols, et, dans les appartements haussmanniens, l'office est près de la salle à manger, la cuisine étant tout au bout du couloir de l'appartement, près de l'escalier de service.
Il arrivait que les enfants des maitres de maison et les domestiques prennent leurs repas en ce lieu.